# 어제 뭐 먹었어?
《어제 뭐 먹었어?》(일본어: きのう何食べた? 키노 나니 다베타?[*])는 요시나가 후미가 창작한 만화이다. 고단샤의 청년 만화 잡지 《모닝》에 2007년부터 매달 1회 연재되고 있다. 게이를 소재로 하며, 구체적인 레시피가 소개된다. 캐치프레이즈로 "2LDK남 2명이 꾸려가는 가정집에서 식비, 월 2만5천 엔"이라는 문구를 달고 있다. 2009년에 《이 만화가 대단하다!》에서 남자편 6위를 차지하였다.

## 줄거리
변호사인 카케이 시로는 게이로, 애인인 야부키 켄지와 함께 살고 있다. 퇴근 후에 시로는 켄지를 위해 매번 새로운 요리를 한다.

## 등장 인물
카케이 시로
작은 법률 사무소에서 일하는 변호사. 사실은 게이로, 애인과 함께 살고 있지만 자신이 게이라는 사실이 알려지는 것을 극도로 꺼린다. 일에는 큰 야망이 없지만 일 자체는 성실하게 수행한다. 슈퍼마켓에서 저렴한 가격으로 식재료를 사서 켄지에게 요리해주는 것이 취미이다.
야부키 켄지
미용사로 시로의 애인이다. 손님을 상대하는 직업을 가지고 있어서 상당히 친화력이 좋고 수다스럽다. 자신이 게이라는 사실을 알리는 데에 꺼리낌이 없다. 평소에는 쾌활하지만 가족에 대한 이야기는 잘 하지 않는다.
카케이 히사에
시로의 어머니. 시로가 게이라는 사실을 알고 충격을 받아 한때 사이비 종교에 빠진 적이 있다. 시로가 게이라는 사실을 억지로 받아들인 것 같지만 완전히 이해하진 못한다.
카케이 코로
시로의 아버지. 항상 시로가 게이라는 사실을 의식하는 어머니와 달리 평소에는 시로에 대해 큰 신경을 쓰지 않는 것처럼 보이지만 단지 일시적으로 여자가 싫어서 만나지 않을 뿐이라고 생각하는 것 같다. 시로가 집에 오면 항상 전자 기기 작동법에 대해 물어본다.
토미나에 카요코
시로의 유일한 이성 친구. 전업 주부이다. 주로 시로와 식재료를 나누기 위해 만난다. 시로가 게이라는 사실을 안 이후에는 동성 친구처럼 스스럼 없이 지낸다. 평범한 듯하지만 가끔 정곡을 찌르는 발언을 한다.
사장
시로의 직장인 법률 사무소의 대표. 남편과 사별 후 혼자 살고 있다. 아들도 변호사로 같은 법률 사무소에서 일하고 있다. 며느리와는 그다지 친하지 않은 것 같다.
오사무
시로의 동료 변호사. 사장의 아들이다. 결혼 후에 급격하게 체중이 늘었으며, 전업 주부인 아내와의 사이에서 두 아이를 두고 있다.
시노
법률 사무소의 사무원. 항상 노티 나는 헤어 스타일과 패션 스타일을 고수하여 실제 나이보다 늙어 보인다. 젊어서 그런지 살 찌는 음식을 많이 먹는데도 날씬한 몸매를 유지하고 있다.
미야케
켄지의 직장인 미용실 "폼"의 점장. 뚱뚱한 체격에 아프로 머리를 하고 있다. 부인 몰래 가끔 손님과 바람을 피운다.

## 텔레비전 드라마
2019년 4월부터 TV 도쿄에서 드라마 버전 방영을 시작했다.